# Clavellina (Azua)
Clavellina, es un distrito del municipio de Azua, que está situado en la provincia de Azua de la República Dominicana.

## Secciones municipales
Está formado por las secciones municipales de:
| Nombre                   | Código     |
| ------------------------ | ---------- |
| Clavellina (Zona urbana) | 0502010801 |
| Clavellina               | 0502010802 |
| Los Tramojos             | 0502010803 |
| Los Barrancones          | 0502010804 |